# Sosonka
Sosonka (în ucraineană Сосонка) este o comună în raionul Vinnîțea, regiunea Vinnița, Ucraina, formată numai din satul de reședință.

## Demografie
Componența lingvistică a satului Sosonka
     Ucraineană (98,94%)
     Alte limbi (0,88%)
Conform recensământului din 2001, majoritatea populației satului Sosonka era vorbitoare de ucraineană (98,94%), existând în minoritate și vorbitori de alte limbi.